# Walery Sławek
Walery Jan Sławek (IPA: [vaˈlɛrɨ ˈjan ˈswavɛk]) (2 novembre 1879 – 3 aprile 1939) è stato un politico polacco.
All'inizio degli anni trenta ricoprì per tre volte la carica di Primo ministro della Polonia. Era uno dei più stretti alleati di Józef Piłsudski.
Nel 1908 aveva preso parte al raid di Bezdany organizzato e diretto da Józef Piłsudski — un'"assalto al treno" che aveva finanziato l'organizzazione di Piłsudski.
Fu attivista nel Komisja Tymczasowa Skonfederowanych Stronnictw Niepodległościowych (1912-1914).
Dopo la crisi del giuramento nel 1917, fu detenuto dai tedeschi; fu rilasciato il 12 novembre 1918. Durante la guerra russo-polacca, fu capo dell'intelligenza militare.
Nel 1928 creò il Blocco Non-Partigiano per la Cooperazione con il Governo. Il 30 marzo 1930 divenne Primo ministro della Polonia; si dimise il 23 agosto dello stesso anno, ma tornò in carica il 4 dicembre. Si dimise il 26 maggio 1931, ma fu ancora Primo Ministro, per la terza volta, dal 28 marzo al 12 ottobre 1935.
Józef Piłsudski scelse Sławek come Presidente della Polonia, ma dopo la morte del primo, Sławek perse tutta la sua influenza in politica. Non conquistò neanche il seggio alle elezioni del 1938.
Il 2 aprile 1939, alle 20:45 (l'ora esatta della morte di Pilsudski), Sławek si sparò. Morì il giorno dopo in ospedale.